# Kvark

Proton složený ze dvou „u“ kvarků a jednoho „d“ kvarku

Kvarky jsou podle standardního modelu částicové fyziky elementární částice, ze kterých se skládají hadrony (tedy například protony a neutrony).
Tyto částice mají spin ½ , což znamená, že se jedná o fermiony. Dle standardního modelu částicové fyziky nemají kvarky vnitřní strukturu a jsou spolu s leptony a kalibračními bosony „nejmenší“ známé částice, ze kterých se skládá hmota. Baryony (například proton) se skládají ze tří kvarků, mezony (například pion) se skládají z jednoho kvarku a z jednoho antikvarku.
Teoreticky byly předpovězené roku 1964 Murray Gell-Mannem (a nezávisle na něm i Georgem Zweigem) ve snaze vysvětlit vlastnosti tehdy známých částic, za což roku 1969 dostal Nobelovu cenu za fyziku. Pozdější objevy dalších částic si vyžádaly zavedení dodatečných tří kvarků. V současné době tedy známe šest druhů kvarků.

## Historie
Kvarková struktura byla teoreticky předpovězena nezávisle na sobě M. Gell-Mannem a G. Zweigem v roce 1964. O pět let později došlo k potvrzení na lineárním urychlovači SLAC ve Stanfordu při rozptylových experimentech s protony.
Kvarky, které nejsou pozorovány přímo, byly dlouho považovány za teoretický nástroj umožňující objasnit chování hadronů a mezonů. Dnes jsou však již chápány jako reálné částice, přestože je lze teoreticky popsat i jako kvazičástice.
Název kvark pochází z knihy Finnegans Wake (česky Plačky nad Finneganem) od autora Jamese Joyce. Slovo kvark i jednotlivé názvy pochází od Gell-Manna, který k nim nakreslil i ilustrační obrázky.
Již v roce 1974 se objevily první modely počítající s tím, že kvarky se skládají z dalších menších částic, tzv. preonů. Dodnes však pro tyto teorie neexistuje jediná experimentální indicie, kvarky se chovají jako bodové až do rozměrů řádově 10−18 metru a tam je i hranice současných experimentálních možností. Také teoretické koncepty rozpracovávané v současnosti se od preonových teorií liší a potenciální nebodovost kvarků řeší nejčastěji pomocí strun.

## Vlastnosti
Kvarky jsou jediné elementární částice, které podléhají všem známým základním interakcím.
Kvarky nelze při nízkých energiích pozorovat jako volné částice (to je důsledek tzv. asymptotické volnosti), ale pouze prostřednictvím rozptylových experimentů a na základě symetrií ve vlastnostech pozorovaných hadronů.
Vysoce energetická srážka hadronů však může způsobit jejich „roztavení“ a vznik tzv. kvark-gluonového plazmatu. V něm se kvarky mohou pohybovat volně. Tento stav hmoty měl být ve vesmíru 20–30 mikrosekund po Velkém třesku a lze jej na extrémně krátkou dobu vytvořit v částicovém urychlovači.
Kvarky se řadí k fermionům se spinem ½ a baryonovým číslem ⅓.
Ke každému kvarku existuje příslušná antičástice – antikvark.

## Vůně
Kvarky se rozdělují na šest tzv. vůní.
| Symbol | Vůně                                         | Klidová hmotnost (MeV/c²) | Elektrický náboj | Izospin (I3) | Podivnost | Půvab | Krása | Pravda | Antičástice                     |
| ------ | -------------------------------------------- | ------------------------- | ---------------- | ------------ | --------- | ----- | ----- | ------ | ------------------------------- |
| d      | dolů (angl. down)                            | 3,5 – 6                   | −⅓               | −½           | 0         | 0     | 0     | 0      | {\displaystyle {\overline {d}}} |
| u      | nahoru (angl. up)                            | 1,5 – 3,3                 | +⅔               | +½           | 0         | 0     | 0     | 0      | {\displaystyle {\overline {u}}} |
| s      | podivný (angl. strange)                      | 92,4 ± 1,5                | −⅓               | 0            | −1        | 0     | 0     | 0      | {\displaystyle {\overline {s}}} |
| c      | půvabný (angl. charm)                        | 1270 +70 −110             | +⅔               | 0            | 0         | +1    | 0     | 0      | {\displaystyle {\overline {c}}} |
| b      | spodní (bottom), popř. krásný (angl. beauty) | 4200 +170 −70             | −⅓               | 0            | 0         | 0     | −1    | 0      | {\displaystyle {\overline {b}}} |
| t      | svrchní (top), popř. pravdivý (angl. truth)  | 174 980 ± 750             | +⅔               | 0            | 0         | 0     | 0     | +1     | {\displaystyle {\overline {t}}} |

Elektrický náboj, izospin, podivnost, půvab, krása a pravda představují kvantová čísla kvarku.
Kvarky řadíme do generací neboli rodin (podobně jako leptony). První generaci tvoří kvarky u a d (tj. nahoru a dolů), druhou generaci tvoří kvarky s a c (tj. podivný a půvabný) a třetí generaci tvoří kvarky b a t (tj. spodní a svrchní).

## Barevný náboj
Každý z kvarků se navíc může vyskytnout ve třech barvách, jimž přiřazujeme hodnoty červená, zelená nebo modrá. Barvy slouží pouze k určitému označení a představují jistý druh náboje (tzv. barevný náboj). Kvarky však ve skutečnosti v žádném případě nemají žádnou barvu, protože jsou mnohem menší než vlnová délka viditelného světla. Barva má v tomto případě podobný význam jako např. elektrický náboj.

## Hadrony
Ze tří valenčních kvarků se skládá baryon, a to tak, že každý kvark má jinou barvu, tzn. výsledný baryon je bezbarvý. Baryon tedy může mít hodnotu podivnosti až o velikosti 3. Z kvarku a antikvarku stejné barvy vznikají mezony. Barvy kvarků v mezonu se mění, přičemž pravděpodobnost zachycení kterékoli ze tří barev je stejná, tzn. při sledování mezonu v určitém časovém intervalu se mezon také jeví jako bezbarvý.
Kvarky jsou v hadronech vzájemně vázány prostřednictvím gluonů. Jejich vliv na vlastnosti částic je větší, než se dříve předpokládalo.

### Příklady složení částic z kvarků
- Mezon K(0) je složen z kvarku d (down) a antikvarku {\displaystyle {\overline {s}}} (má podivnost −1)
- Mezon K(+) je složen z kvarku u (up) a antikvarku {\displaystyle {\overline {s}}} (má také podivnost −1)
- Mezon K(−) je složen z kvarku s (strange) a antikvarku {\displaystyle {\overline {u}}} (má podivnost +1)
- Mezonové rezonance K* mají stejné složení jako mezony K.
- Mezon π(0) má složení {\displaystyle (u{\overline {u}}+d{\overline {d}})/2}
- Mezon π(+) obsahuje u a {\displaystyle {\overline {d}}}
- Mezon π(−) obsahuje d a {\displaystyle {\overline {u}}}
- Mezonové rezonance ρ mají stejné složení jako mezony π
- Proton p(+) a baryonové rezonance N(+) jsou složeny z kvarků u, u, d
- Neutron n(0) a baryonové rezonance N(0) jsou složeny z kvarků d, d, u
- Baryon Δ(++) obsahuje u, u, u
- Baryon Δ(+) obsahuje u, u, d
- Baryon Δ(0) obsahuje u, d, d
- Baryon Δ(−) obsahuje d, d, d
- Baryon Σ(+) obsahuje u, u, s
- Baryon Σ(0) a baryon Λ(0)obsahují u, d, s
- Baryon Σ(−) obsahuje d, d, s
- Baryon Ξ(0) obsahuje d, s, s
- Baryon Ξ(−) obsahuje u, s, s
- Baryon Ω(−) obsahuje s, s, s

### Exotické hadrony
Jako exotické hadrony se označují nově objevené složené částice:
- tetrakvarky – s celočíselným spinem, složené ze 2 kvarků a 2 antikvarků;[11][12][13]
- pentakvarky – s poločíselným spinem, složené ze 4 kvarků a 1 antikvarku;[14][15]
- hexakvarky (včetně dibaryonů) – s celočíselným spinem, složené ze 6 kvarků.[16][17]

Mezi exotické hadrony, tedy silně interagující složené částice, se dále řadí i hypotetické částice obsahující kvarky nebo vázané gluonové komplexy:
- glueballs/gluebally (dříve zvané též gluonia) – exotické hadrony složené pouze z gluonů;[pozn. 2]
- "hybridní" hadrony, vázané stavy kvarků/antikvarků a (ne virtuálních) gluonů.[pozn. 3]

Neúspěšné bylo dosud také hledání částic složených z leptonů a kvarků jako jedné třídy leptokvarků, hypotetických částic s nenulovým baryonovým i leptonovým číslem.